# دييغو غارسيا (كرة سلة)
دييغو غارسيا (بالإسبانية: Diego García) مواليد 15 سبتمبر 1979 في سانتا في، هو لاعب كرة سلة أرجنتيني. بدأ مسيرته الاحترافية في سنة 2002. يلعب مع ليبرتاد دي سونتشاليس في الدوري الإسباني لكرة السلة. يحمل الرقم 7. حقق المركز الثالث في بطولة أمم الأمريكتين لكرة السلة 2009.

## المسيرة الاحترافية
لعب مع إستوديانتس دي أولافاريا في موسم 2003–2004، ثم لعب مع نادي بين أور من سنة 2004 إلى 2006، ثم لعب مع ريجاتاس كوريينتس في الدوري الأرجنتيني في موسم 2006–2007، ثم لعب مع نادي بلد الوليد لكرة السلة في الدوري الإسباني من سنة 2009 إلى 2012، ثم لعب مع ليبرتاد دي سونتشاليس في الدوري الأرجنتيني في موسم 2012–2013، ثم لعب مع كويمسا في سنة 2013.

## الميداليات
| الميدالية | المسابقة                             |
| --------- | ------------------------------------ |
| برونزية   | بطولة أمم الأمريكتين لكرة السلة 2009 |

## روابط خارجية
- دييغو غارسيا على موقع الاتحاد الدولي لكرة السلة (الإنجليزية)
- دييغو غارسيا على موقع الدوري الإسباني لكرة السلة (الإسبانية)
- دييغو غارسيا على موقع كرة السلة الأوروبية.كوم (الإنجليزية)
- دييغو غارسيا على موقع ريلجم (الإنجليزية)
- دييغو غارسيا على موقع بروبوليرز (الإنجليزية)
- دييغو غارسيا على موقع سبورتس رفرنس (الإنجليزية)